# إليزابيث برايت

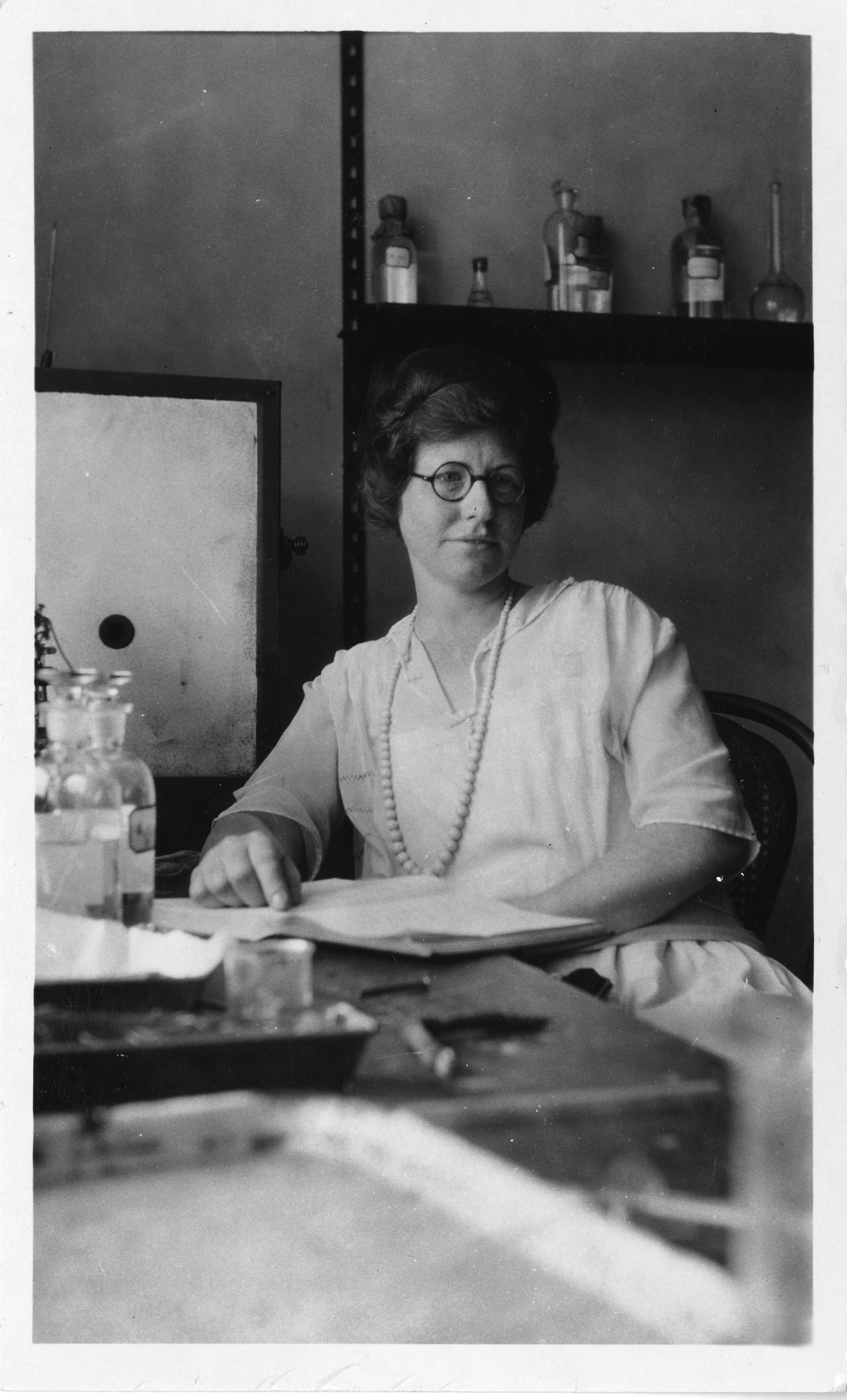
إليزابيث برايت

إليزابيث برايت (بالإنجليزية: Elizabeth M. Bright)‏ (25 سبتمبر 1893 - 20 أكتوبر 1975) عالمة فيسيولوجية من جامعة هارفارد، تعاونت مع عالم المحيطات الشهير ألفريد سي ريدفيلد لدراسة آثار الإشعاع على نماذج حيوانية مختلفة.

## حياتها
ولدت إليزابيث برايت في 25 سبتمبر 1893 في تشيلسي، سوفولك، ماساتشوستس إلى ديفيد برايت وإيما كلارك من نوفا سكوشا. في 29 يناير 1911 في تشيلسي (ماساتشوستس)، في سن ال 17 تزوجت نورمان م. منزيز، توفت برايت في 20 أكتوبر 1975 في لوويل، ماساتشوستس.

## وودز هول وجامعة هارفارد
في عام 1912، ذهبت برايت إلى معهد وودز هول لعلوم المحيطات، ماساتشوستس في منصب محقق في قسم علم وظائف الأعضاء وعملت أيضا كمساعدة باحثة في مدرسة طب هارفارد في قسم علم وظائف الأعضاء. من 1918 إلى 1924 عملت مشرفة مع عالم المحيطات ألفريد ريدفيلد على الدراسات التي شملت نيريس والنماذج الحيوانية الأخرى والآثار الصحية الإشعاعية.

## منشورات
- دراسة لتأثير إشعاعات الراديوم على غشاء الإخصاب نيريس.[7]
- تأثير معامل درجة حرارة + أشعة بيتا ß على بيض نيريس.[8]
- الآثار الفسيولوجية النسبية لأشعة ß-بيتا على بيضة نيريس.[9]
- الآثار الفسيولوجية النسبية للأشعة بيتا على السرعات المختلفة.[10]
- التغيرات الفسيولوجية التي تنتجها أشعة الراديوم والضوء فوق البنفسجي في بيضة نيريس.[11]
- آثار أشعة الراديوم على التمثيل الغذائي والنمو في البذور. مجلة الفيزيولوجيا العامة.[12]
- تأثير استئصال الغدة الكظرية على الأيض الكلي للقطط.[13]
- تأثر الأيض من استئصال الغدة الكظرية على القطط.[14]
- دراسات على آلية زيادة الأيض في فرط الدرقية.[15]
- العمل الانحلالي للراديوم.[16]
- العمل الفسيولوجي للإشعاعات المؤينة.[17]
- دراسات عن ظروف النشاط في جهاز الغدد الصماء.[18]
- دراسات عن ظروف النشاط في جهاز الغدد الصماء.[19]